# Sonido envolvente

Sonido envolvente de 16.2 canales

El sonido envolvente (surround sound en inglés) es una técnica cuyo objetivo consiste en enriquecer la calidad de la reproducción sonora de una fuente de audio con canales de audio adicionales provenientes de altavoces que envuelven al oyente (canales envolventes), proveyendo sonido en un radio de 360° en el plano horizontal (2D), a diferencia del que se obtiene por medio de canales en pantalla (canal central, canal izquierdo y canal derecho), los cuales se encuentran solo al frente del oyente.

## Usos
El sonido envolvente se caracteriza por tener una posición particular con respecto al oyente, también conocida como punto dulce, en la cual los efectos del audio funcionan de manera óptima y además se presenta una perspectiva fija del campo sonoro a la persona que se encuentra en dicha ubicación. Esta técnica incrementa la percepción del espacio sonoro por medio de la explotación de la localización del sonido (la habilidad del oyente para identificar la localización o el origen de un sonido detectado en cierta dirección y a cierta distancia). Normalmente, esto se logra por medio del uso de múltiples canales de audio discretos enviados a un arreglo de altavoces.
Existen varios formatos y técnicas basados en el sonido envolvente, los cuales varían en métodos de grabación y reproducción, junto con el número y posicionamiento de los canales adicionales.

## Áreas de aplicación
Si bien el cine y las bandas sonoras representan el uso mayoritario de las técnicas de sonido envolvente, las áreas de aplicación son más extensas que estas, dado que el sonido envolvente permite la creación de un ambiente sonoro para toda clase de propósitos. Las técnicas de audio multicanal pueden ser usadas para reproducir contenidos tan variados como música, discursos, sonidos naturales o sintéticos para cine, televisión, radiodifusión, o computadoras. En términos de contenido musical, por ejemplo, una interpretación en vivo podría usar técnicas multicanal en el contexto de un concierto al aire libre, teatro musical, o para radio; para un filme, técnicas específicas son adaptadas a las salas de cine o al hogar (sistemas de teatro en casa). El espacio narrativo es también otro elemento que puede ser aumentado por medio de técnicas multicanal. Esto aplica principalmente para elementos narrativos en el cine, por ejemplo, los diálogos de los personajes de un filme, aunque también es posible aplicarlo a obras de teatro, conferencias, o comentarios de voz integrados en un sitio arqueológico o en un monumento. Por ejemplo, una exhibición puede ser realzada con sonidos de agua, pájaros, trenes, o ruidos de otras máquinas en un ambiente temático. Algunos de estos sonidos naturales temáticos también pueden ser usados en aplicaciones educativas. Otros campos de aplicación incluyen consolas de videojuegos, computadoras personales y otras plataformas. En tales aplicaciones, el contenido es por lo general sonido sintetizado por computadora para interactuar con el usuario. También se ha llevado a cabo trabajo significativo usando sonido envolvente para mejorar la conciencia de situación de los individuos en aplicaciones militares y de seguridad pública.

## Medios y tecnología
El sonido envolvente comercial incluye videocintas, DVDs, y transmisiones HDTV codificadas como Dolby Digital comprimido y DTS, así como formatos de audio sin pérdida tales como el DTS HD Master Audio, y el Dolby TrueHD en Disco Blu-ray y HD DVD, los cuales son idénticos al máster de estudio. Otros formatos incluyen a los rivales DVD-Audio (DVD-A) y Super Audio CD (SACD) , así como al MP3 Surround. Los formatos envolventes de 5.1 canales incluyen al Dolby Digital y DTS . Sony Dynamic Digital Sound (SDDS) corresponde a una configuración que se caracteriza por tener cinco canales de audio independientes en el frente y dos canales envolventes independientes, así como un canal de efectos en frecuencias bajas (subwoofer o altavoz de subgraves). Por otro lado, la configuración de altavoces para sonido envolvente en 7.1 presenta dos altavoces traseros adicionales en comparación con el arreglo convencional de 5.1 canales, para un total de 4 canales envolventes y tres canales frontales, creando así una mejor representación del campo sonoro en un radio de 360 grados.
La mayoría de las grabaciones en sonido envolvente son creadas por compañías de producción audiovisual o productoras de videojuegos; sin embargo, algunas videocámaras caseras tienen la capacidad de soportar una grabación en dicho formato, ya sea de manera incorporada o adaptándola por separado.Las tecnologías de sonido envolvente también pueden ser usadas en música, con el fin de habilitar nuevos métodos de expresión artística. Después del fracaso del audio cuadrafónico en los años 70, la música multicanal ha sido introducida nuevamente, poco a poco, desde 1999 con la ayuda de SACD y formatos de DVD-Audio. Algunos receptores AV, sistemas estereofónicos y tarjetas de sonido de computadoras contienen procesadores digitales de señal y/o procesadores de audio digital para simular sonido envolvente de una fuente estereofónica (falso estéreo).
En 1967, el grupo de rock Pink Floyd interpretó el primer concierto con sonido envolvente en el concierto Games for May, un evento extravagante llevado a cabo en el Queen Elizabeth Hall de Londres, en cuyo espacio la banda debutó su arreglo cuadrafónico experimental de altavoces . El aparato de control elaborado para tal sistema, el Azimuth Co-ordinator, se encuentra en exhibición en el Museo de Victoria y Alberto, como parte de la galería de Colecciones de Teatro.

## Historia
El primer uso documentado del sonido envolvente sucedió en 1940, el cual fue elaborado para el filme animado de los estudios de Disney Fantasia. Walt Disney fue inspirado por la pieza de ópera de Nikolái Rimski-Kórsakov, El vuelo del moscardón, con el fin de caracterizar un abejorro en su musical Fantasia, de manera que este sonara como si estuviera volando en todas las partes del teatro. La aplicación inicial de audio multicanal fue llamada Fantasound, la cual constaba de tres canales de audio junto con sus altavoces respectivos. El sonido era esparcido por toda la sala, controlado por un ingeniero usando alrededor de 54 bocinas. El sonido envolvente fue consolidado por medio de la suma y diferencia de fase del sonido. Sin embargo, este uso experimental de sonido envolvente fue excluido de la película en proyecciones posteriores. En 1952, el sonido envolvente reapareció exitosamente en el filme This is Cinerama, por medio del sonido producido por siete canales discretos. La competencia por el desarrollo de otros métodos de sonido envolvente despegó en ese momento.
En los años 50, el compositor Karlheinz Stockhausen experimentó y produjo piezas de música electrónica tales como Gesang der Jünglinge y 'Kontakte, siendo esta última la que usó sonidos cuadrafónicos rotativos completamente discretos, generados con equipo industrial electrónico del estudio de Herbert Eimert ubicado en Westdeutscher Rundfunk (WDR). El Poème électronique de Edgar Varese, creado para el Pabellón Philips (construido por Iannis Xenakis) en la Exposición universal de Bruselas de 1958, también utilizó audio espacial con 425 bocinas usadas para mover el sonido por todo el pabellón.
En 1957, mientras trabajaba con el artista Jordan Belson, Henry Jacobs produjo Vortex: Experimentos en sonido y luz, una serie de conciertos caracterizados por música nueva, la cual incluía algunas obras de Jacobs, la de Karlheinz Stockhausen y muchas otras que tomaron lugar en el Planetario de Morrison y en el Golden Gate Park de San Francisco. Los diseñadores sonoros comúnmente consideran este como el origen del, ahora estándar, concepto del sonido envolvente. El programa se hizo popular y por tal motivo, Jacos y Belson fueron invitados a reproducirlo en aquella exposición de 1958 en Bruselas. También existen compositores que crearon obras sonoras pioneras en sonido envolvente en el mismo periodo.
En 1978, un concepto ideado por Max Bell para Dolby Laboratories, Inc. llamado "split surround" fue probado con la película Superman: The Movie. Esto llevó al lanzamiento del sonido envolvente estéreo de 70 mm de la película Apocalypse Now, la cual se convirtió en el primer lanzamiento formal en cines con tres canales al frente y dos en la parte trasera. Había por lo general cinco altavoces detrás de las pantallas de los cines que soportaban 70 mm; no obstante, solo los canales izquierdo, derecho y centro usaban un rango de frecuencia completo, mientras que el centro-izquierdo y centro-derecho solamente eran usados para frecuencias bajas (actualmente es común esta práctica). El codificador/decodificador de Apocalypse Now fue diseñado por Michael Karagosian, también para Dolby Laboratories, Inc. La mezcla en surround fue producida por un equipo de trabajo liderado por Walter Murch en los estudios American Zoetrope. El formato también fue implementado en 1982 en el lanzamiento de Blade Runner en sonido estéreo envolvente.
La versión del sonido envolvente en 5.1 canales se originó en 1987 en el famoso cabaret francés Moulin Rouge. El ingeniero francés Dominique Bertrand usó una consola especialmente diseñada, en cooperación con la compañía Solid State Logic, basada en la serie 5000, la cual incluía seis canales. Estos corresponden respectivamente a : izquierdo, derecho, centro, izquierdo atrás, derecho atrás y el canal de frecuencias bajas. El mismo ingeniero había ya logrado un sistema 3.1 en 1974, diseñado para la "Cumbre Internacional de Estados Francófonos en Dakar, Senegal.

## Creando sonido envolvente
El sonido envolvente es inventado de muchas formas. La primera y más simple consiste en usar una técnica de grabación de sonido envolvente (capturando dos imágenes estéreo distintas: una al frente y una en la parte trasera por medio de una configuración similar a una versión aumentada del Decca tree) o mezclando en formato envolvente para reproducción en un sistema de audio que utilice altavoces en un radio de 360 grados, cada uno reproduciendo audio en diferente dirección. Un segundo método consiste en procesar el audio por medio de localización psicoacústica de sonido, con el fin de simular un campo sonoro bidimensional (2D) en auriculares. Un tercer enfoque está basado en el principio de Huygens, el cual intenta reconstruir los frentes de onda del campo sonoro dentro del espacio de audición, es decir, crear una especie de "holograma de audio". En este caso, existe una forma, llamada Síntesis de Campo de Ondas (WFS por sus siglas en inglés), la cual produce un campo sonoro con margen de error uniforme en toda el área. Los sistemas comerciales de WFS, actualmente comercializados por las compañías Sonic emotion e Iosono, requieren muchos altavoces y potencia de cómputo elevada para llevarse a cabo.
Por otro lado, la técnica ambisónica, también basada en el principio de Huygens, proporciona una reconstrucción exacta en el punto central, aunque es menos precisa fuera de este. Existen varios programas de software, tanto comerciales como gratuitos disponibles para procesar señales grabadas con este método, los cuales dominan la mayoría del mercado de consumo, en especial el de la música electrónica. Además, los productos ambisónicos son el estándar en hardware de sonido envolvente, vendidos por distintas compañías tales como Meridian Audio. En su forma más simple, la técnica ambisónica consume pocos recursos; sin embargo, esto ha cambiado en los recientes desarrollos del método, tal como en el "Ambisónico de Orden Superior Compensado de Campo Cercano". Desde hace algunos años, se ha demostrado que, en condiciones extremas, el WFS y el ambisónico convergen.
Finalmente, el sonido envolvente también puede ser elaborado de manera profesional por medio de fuentes estereofónicas, tal como lo hace la compañía Penteo Surround, Inc., la cual desarrolló un método que usa análisis y procesamiento digital de señales provenientes de grabación estéreo para diseccionar sonidos individuales y enviarlos a posiciones panorámicas por componente, para después colocarlos en el lugar adecuado, de acuerdo a un campo común de cinco canales. No obstante, existen más formas de crear sonido envolvente a partir del estéreo, por ejemplo, por medio de rutinas basadas en sonido cuadrafónico (SC) y, en especial, estéreo cuadrafónico, donde los instrumentos son divididos en cuatro altavoces. Esta técnica para crear sonido envolvente por medio de rutinas de software, también se conoce como "upmixing", la cual fue particularmente exitosa en los decodificadores de la serie QSD de la compañía japonesa Sansui Electric, los cuales fueron elaborados con un modo para mapear las señales L (left) y R (right) del estéreo y así poder convertirlas en un arco, es decir, una figura envolvente.

## Mapeo de canales a altavoces
En la mayoría de los casos, los sistemas de sonido envolvente dependen del mapeo de cada canal de la fuente en su propio altavoz. Los sistemas de matriz recuperan el número y contenido de estos canales y los aplican en sus altavoces respectivos. Con sonido envolvente discreto, el medio de transmisión permite (por lo menos) el mismo número de canales en la fuente y en el destino. Sin embargo, el mapeo uno a uno de canal a altavoz no es la única manera de transmitir señales de sonido envolvente.
La señal transmitida puede codificar la información (definiendo el campo sonoro original) en mayor o menor medida; la información del sonido envolvente es entregada para su reproducción por medio de un decodificador que genera el número y la configuración de la alimentación de los altavoces para el número disponible de estos últimos. El decodificador provee un campo sonoro producido por medio de un conjunto de altavoces, de manera análoga a la renderización de gráficos en computadora. La codificación para "dispositivo de reproducción independiente" es análoga a codificar y decodificar un archivo de Adobe PostScript, donde el archivo describe la página y ésta es renderizada de acuerdo a la capacidad de resolución en la salida del dispositivo. Los sistemas ambisónico y WFS usan renderización de audio; la técnica Meridian Lossless Packing también contiene elementos con dicho potencial.

## Configuración estándar
Existen muchas configuraciones alternativas disponibles para crear la experiencia de sonido envolvente, con un arreglo 3-2 (3 altavoces frontales, 2 traseros y un canal de efectos de frecuencias bajas), el cual se conoce comúnmente como 5.1 envolvente, siendo este el estándar para la mayoría de las aplicaciones del sonido envolvente, incluyendo cine, televisión y otras aplicaciones de consumo. Este representa un compromiso entre la creación de una imagen ideal de una sala, y aquella de practicidad y compatibilidad con el estéreo de dos canales. Dado que la mayoría de las mezclas de sonido envolvente son producidas para 5.1, otras configuraciones más grandes requieren de matrices o procesadores para alimentar a los altavoces adicionales.
El arreglo envolvente estándar consiste de tres altavoces frontales, abreviados LCR (left, center y right), dos altavoces envolventes, abreviados LS y RS (envolvente izquierdo y derecho respectivamente) y un canal de altavoz de subgraves para los efectos de frecuencias bajas (LFE), el cual contiene un filtro pasa bajo a partir de los 120 Hz. Los ángulos entre los altavoces han sido estandarizados por la recomendación número 775 de la ITU (Unión Internacional de Telecomunicaciones), así como la AES (Audio Engineering Society), tal como sigue: 60 grados entre el canal L y R (estos son compatibles con el estéreo de dos canales), con el altavoz del canal central directamente hacia el oyente; los canales envolventes son colocados entre 100 y 120 grados con respecto al canal central, mientras que el posicionamiento del subwoofer no es crítico, a causa del factor direccional de frecuencias por debajo de los 120 Hz La recomendación estándar de la ITU también reconoce el uso de altavoces envolventes adicionales, los cuales requieren ser distribuidos de manera uniforme entre los 60 y 150 grados.
Las mezclas envolventes de mayor o menor número de canales son aceptables, mientras sean compatibles, tal y como lo describe la norma ITU-R BS. 775-1, con el envolvente 5.1. El arreglo 3.1 (consistente de un canal envolvente monofónico) es un ejemplo a lo anterior, en el cual tanto el canal LS y el RS son alimentados por la señal monofónica a un nivel atenuado de -3 dB La configuración de 7.1 canales es otro ejemplo del sonido envolvente, usado mayoritariamente en salas de cine amplias, el cual es compatible con el 5.1, si bien no está oficialmente declarado en los estándares de la ITU. El sonido envolvente en 7.1 canales agrega dos canales adicionales, centro-izquierdo (CL) y centro-derecho (CR), al arreglo tradicional, con los altavoces situados 15 grados fuera del centro del oyente. Esta convención es usada para cubrir un ángulo mayor entre los altavoces frontales, producto del uso de una pantalla mayor.
La función del canal central es anclar la señal, con el fin de que cualquier imagen sonora paneada al centro no se desplace cuando el oyente se mueve o se sienta fuera del punto dulce. El canal central también previene cualquier modificación de timbre que pueda ocurrir, lo cual es típico para una imagen estéreo de dos canales, debido a diferencias de fase en ambos oídos del oyente. El canal central es especialmente usado en filmes y en televisión, con diálogos siendo la principal fuente sonora. La función del canal central puede ser de carácter monofónico (como sucede con los diálogos), o puede ser usada en combinación con el canal izquierdo y derecho, para un sonido estereofónico de tres canales. Las películas tienden a usar el canal central para propósitos monofónicos, con el estéreo reservado puramente para los canales izquierdo y derecho. Sin embargo, han sido desarrolladas técnicas de microfonía que utilizan el potencial del estéreo en tres canales.
En el arreglo de 5.1 canales, las imágenes fantasma entre los altavoces frontales son bastante acertadas, mientras que aquellas en la parte trasera y especialmente las que se dirigen a los lados son un tanto inestables. La localización de una fuente virtual, basada en diferencias de volumen entre dos altavoces en cierto lado del oyente, muestra gran inconsistencia a través del arreglo estándar, también siendo ésta afectada por el movimiento fuera de la posición de referencia. El 5.1 envolvente se encuentra entonces limitado en su habilidad para reproducir el sonido 3D, lo cual hace que los canales envolventes sean más apropiados para sonido ambiental o efectos.

## Técnicas de microfonía envolvente
La mayoría de las técnicas de microfonía estereofónica para 2 canales son compatibles con un arreglo de 3 canales (LCR), dado que muchas de estas ya contienen un micrófono central o un par de micrófonos. Las técnicas para esta configuración deben, sin embargo, tratar de lograr una mayor separación entre canales, para evitar imágenes espectrales conflictivas entre los canales L/C y L/R por ejemplo. Por tanto, se han desarrollado técnicas especializadas para un estéreo de 3 canales. Estas técnicas para sonido envolvente dependen en gran medida del arreglo que se pretenda utilizar, si bien la mayoría están inclinadas al 5.1, puesto que es el estándar.
Las técnicas de grabación para sonido envolvente pueden ser diferenciadas entre aquellas que usan arreglos simples de micrófonos colocados en proximidad y aquellas que tratan a los canales frontales y traseros con arreglos separados. Los arreglos cercanos presentan imágenes fantasma más precisas, mientras que el tratamiento separado de canales traseros se usa comúnmente para sonidos ambientales. Para una representación adecuada de un ambiente acústico, tal como en una sala, las reflexiones laterales son indispensables. Técnicas de microfonía apropiadas deberían, por tanto, ser usadas si la impresión del lugar es importante. Aunque la reproducción de imágenes laterales es muy inestable en la configuración de 5.1 canales, las impresiones del lugar aún pueden ser presentadas de manera precisa.
Algunas de las técnicas utilizadas para cubrir tres canales frontales incluyen al estéreo doble, el INA-3 (Arreglo Cardiode Ideal en inglés), el arreglo Decca Tree (Árbol Decca) y el OCT (Triángulo Cardiode Óptimo en inglés). Las técnicas envolventes están esencialmente basadas en técnicas de tres canales con micrófonos adicionales usados para los canales envolventes. Un factor distintivo para la recolección de los canales frontales en modo envolvente es que menor reverberación debe ser captada, dado que los micrófonos envolventes serán responsables de obtenerla. Los patrones polares cardiode, hipercardioide o supercardioide comúnmente reemplazan a aquellos de patrón polar omnidireccional en grabaciones con sonido envolvente. Para compensar la pérdida de frecuencias bajas en micrófonos direccionales (que usualmente funcionan por gradiente de presión), micrófonos adicionales omnidireccionales, que posean una respuesta favorable ante dichas frecuencias, pueden ser agregados. La salida de estos últimos por lo general contiene un filtro pasa bajo. Una forma simple de configurar micrófonos para sonido envolvente incluye el uso de un arreglo frontal en combinación con dos micrófonos ambientales omnidireccionales orientados hacia la parte trasera, los cuales se colocan a una distancia de 10 a 15 metros de separación con respecto al arreglo frontal. En caso de que los ecos sean notables, el arreglo frontal puede ser desfasado apropiadamente. De manera alternativa, micrófonos cardioides orientados hacia atrás pueden ser colocados más cercanos al arreglo frontal para una recolección similar de reverberación.
El INA-5 (otro ejemplo del Arreglo Cardioide Ideal) es un arreglo de micrófonos para sonido envolvente que usa cinco micrófonos cardioides que imitan la configuración angular del arreglo de altavoces envolventes estandarizado, el cual está definido en la recomendación número 775 de la ITU. Las dimensiones entre los tres micrófonos frontales junto con los patrones polares de los micrófonos pueden ser cambiadas para obtener diferentes ángulos de captación y respuesta ambiental. Esta técnica permite, de esta manera, una gran flexibilidad.
Un arreglo de micrófonos bien consolidado es el "Fukada Tree" (Árbol Fukada), el cual es una variante de la técnica estéreo Decca Tree. El arreglo consiste en 5 micrófonos cardiodes separados, de los cuales 3 son frontales y constituyen básicamente un Decca Tree, junto con 2 micrófonos envolventes independientes. Se pueden agregar dos refuerzos omnidireccionales para aumentar el tamaño percibido de la orquesta y/o integrar mejor los canales frontales y traseros. Los micrófonos L, R, LS y RS deben ser colocados formando un cuadrado, con las relaciones L/R y LS/RS formando ángulos de 45 grados y 135 grados con respecto al micrófono central respectivamente. La separación entre estos micrófonos debe encontrarse cerca de los 1.8 metros. Esta formación cuadrada es la responsable de la impresión del lugar. El canal central se encuentra a un metro de distancia en frente de los canales L y R, lo cual produce una imagen central fuerte. Por lo general, los micrófonos envolventes se encuentran colocados a la distancia crítica (en la cual el campo sonoro directo y reverberante coinciden), con el arreglo completo comúnmente situado varios metros sobre y detrás del conductor.
La NHK (una compañía de radiodifusión japonesa) desarrolló una técnica alternativa que involucra 5 micrófonos cardioides. En dicha técnica, un baffle es usado para separar los canales frontales izquierdo y derecho, los cuales se encuentran alejados uno del otro por 30 centímetros. Micrófonos ommnidireccionales de refuerzo, filtrados a 250 Hz, se encuentran espaciados 3 metros entre ellos, siguiendo la misma línea que los cardioides L y R. Estos compensan por la caída de frecuencias bajas de los micrófonos cardioides y además agregan difusión. Se usa también un par de micrófonos separados por 3 metros, situados 2 o 3 metros detrás del arreglo frontal para los canales envolventes. Por su parte, el canal central es colocado de nuevo ligeramente más al frente, con los pares L/R y LS/RS también formando ángulos de 45 y 135 grados respectivamente.
Por otro lado, el arreglo de micrófonos OCT-Surround (Triángulo Envolvente Cardioide Óptimo) es una técnica aumentada de la OCT estéreo básica, la cual usa el mismo arreglo frontal con sus respectivos micrófonos envolventes adicionales. El arreglo frontal está diseñado para una mínima interferencia, cuyos micrófonos frontales izquierdo y derecho poseen un patrón polar supercardioide y están colocados con un ángulo de 90 grados relativo al micrófono central. Es importante que micrófonos de diafragma pequeño de alta calidad sean usados para los canales R y L, a fin de reducir la coloración del sonido captado fuera del eje de radiación principal. La ecualización puede usarse también para aplanar la respuesta de frecuencia de los micrófonos supercardiodies a señales provenientes de una fuente colocada hasta 30 grados con respecto al frente del arreglo. El canal central se encuentra, al igual que en los ejemplos anteriores, ligeramente hacia el frente. Los micrófonos envolventes son cardioides orientados hacia atrás, los cuales se colocan 40 centímetros detrás de los micrófonos L y R. Los micrófonos L, R, LS y RS captan reflexiones tempranas laterales y traseras del campo acústico, proporcionando un número significativo de impresiones del lugar. El espaciado entre los micrófonos R y L puede ser variado para obtener el ancho deseado de la imagen estéreo.
Arreglos especializados de micrófonos han sido desarrollados para grabar exclusivamente el ambiente del espacio. Estos arreglos son usados en combinación con arreglos frontales apropiados, o pueden ser agregados a cualquiera de las técnicas mencionadas anteriormente. El cuadro Hamasaki (también propuesto por NHK) es un arreglo de micrófonos ciertamente probado, el cual es usado para captar sonido ambiental de sala. Se utiliza un arreglo cuadrado de cuatro micrófonos bidireccionales (en forma de 8), idealmente colocado a una distancia lejana y elevada en la sala. El espaciado entre los micrófonos debe oscilar entre 1 y 3 metros. Los puntos nulos (puntos de captación nula en el patrón polar) se colocan de manera que estén dirigidos a la fuente sonora principal, con las polaridades positivas mirando hacia afuera, así minimizando la recolección de sonido directo junto con los ecos de la parte trasera de la sala. Los micrófonos traseros son mezclados en los canales envolventes, mientras que los dos canales frontales son mezclados a patir de la combinación del arreglo frontal en L y R.
Otra técnica para sonido ambiental es la "cruz IRT" (originaria del Institut für Rundfunktechnik). En ésta, cuatro micrófonos cardioides, con 90 grados de diferencia relativa entre uno y otro, se colocan en formación cuadrada, de manera que se encuentren separados en un rango de 21 a 25 centímetros. Los dos micrófonos frontales deben estar posicionados a 45 grados fuera del eje de radiación con respecto a la fuente principal. Esta técnica es, por tanto, parecida a los pares casi coincidentes estéreo. Las salidas de los micrófonos son alimentadas a los canales L, R, LS,y RS. La desventaja de este método es que se obtiene una cantidad significativa de sonido directo.
Muchas grabaciones no requieren captación de reflexiones laterales. Para conciertos de música Pop en vivo se utiliza un arreglo más apropiado para captar sonido ambiental, el cual es conocido como "trapecio cardioide". Los cuatro micrófonos cardioides se encuentran orientados hacia atrás y con ángulo de 60 grados entre uno y otro, similar a un semicírculo. Esta técnica es adecuada para obtener sonido ambiental y de audiencia.
Todos los arreglos de micrófonos mencionados anteriormente ocupan una cantidad considerable de espacio, haciéndolos bastante inefectivos para grabaciones de campo. Con respecto a este problema, la Técnica MS doble tiene ventaja. EL arreglo usa micrófonos cardioides coincidentes colocados en la parte trasera, uno mirando hacia delante y otro en dirección opuesta, combinados con uno o dos micrófonos de figura 8. Los diferentes canales son obtenidos por medio de la suma y diferencia del micrófono de figura 8 y los de patrón cardioide. Cuando se usa solamente un micrófono de figura 8, la Técnica MS doble es altamente compacta y, por tanto, también es compatible con reproducción monofónica. Esta técnica también permite cambios en el ángulo de captación en posproducción.

## Manejo de frecuencias bajas
Los sistemas de reproducción de sonido envolvente pueden hacer uso del manejo de frecuencias bajas (bass management en inglés), cuyo principio fundamental consiste en que el contenido en frecuencias bajas de la señal de entrada, independientemente del canal, debe ser dirigido solamente hacia altavoces capaces de reproducirlo, siendo estos últimos parte del sistema principal de altavoces o uno o más de estos especiales para frecuencias bajas llamados subwoofers.
Existe una diferencia de notación al hablar de la señal antes y después del sistema de manejo de frecuencias bajas. Antes del sistema, se encuentra el "Low Frequency Effects channel" (LFE). Después del sistema se encuentra una señal de subwoofer. Es un malentendido común la creencia de que el canal LFE es el canal del subwoofer. El sistema de manejo de frecuencias bajas puede dirigir estas a uno o más subwoofers (si existen) desde cualquier canal, no solo desde el canal LFE. Además, si no existe un subwoofer presente el sistema puede dirigir el canal LFE a uno o más altavoces principales.

## Canal LFE (Low Frequency Effects)
Puesto que el canal LFE requiere solamente una fracción del ancho de banda de otros canales de audio, se refiere a él como el canal ".1", por ejemplo, en "5.1" o "7.1".[cita requerida]
El LFE es una fuente de confusión en el sonido envolvente. El canal LFE fue originalmente desarrollado para soportar efectos de sonido cinematográfico en un espectro demasiado bajo, para el cual se usa el término "sub-bass" en inglés. Los subwoofers comerciales algunas veces llegan hasta 30 Hz, por ejemplo, en el retumbo de un trueno o en una explosión. Esto permitió a los cines controlar el volumen de estos efectos para adaptarse al ambiente acústico particular de las salas y al sistema de reproducción. El control independiente de los efectos en frecuencias bajas también redujo el problema de la distorsión por intermodulación en la reproducción de sonido en películas análogas. Un subwoofer capaz de reproducir frecuencias tan bajas como 5 Hz fue desarrollado por una pequeña manufacturera de altavoces en Florida. Ésta utilizaba una hélice y requería una vitrina grande para mover masa aérea infrasónica.
En la implementación original de la sala de cine, el canal LFE fue un canal separado alimentado a uno o más subwoofers. Los sistemas de reproducción en casa, sin embargo, podrían no tener un subwoofer separado, por lo cual los decodificadores del sonido envolvente casero a menudo incluyen un sistema de manejo de frecuencias bajas que permite que las que se encuentran en cualquier canal (principal o el LFE) sean alimentadas solamente a los altavoces que pueden manejar señales en este espectro. El punto es que el canal LFE no es el canal subwoofer; podría no existir el subwoofer, y si existe, tiene la capacidad de procesar otros sonidos además de los efectos.
Algunos sellos discográficos tales como Telarc y Chesky han debatido sobre el canal LFE, el cual podría no ser necesario en un sistema de entretenimiento multicanal digital moderno.[cita requerida] Ellos argumentan que todos los canales disponibles tienen una respuesta de frecuencia completa y, por tanto, no hay necesidad de una producción musical en sonido envolvente que incluya al canal LFE, dado que todas las frecuencias se encuentran disponibles en los canales principales. Estos sellos, a veces usan el canal LFE para crear un canal vertical (fuera del plano horizontal), subrayando su redundancia para el propósito original. El sello BIS Records generalmente usa mezclas en 5 canales.

## Especificaciones del sonido envolvente
Las descripciones del sonido envolvente mostradas a continuación, distinguen entre el número de canales discretos codificados en la señal original y el número de canales utilizados para reproducción. EL número de canales reproducidos puede cambiar por medio del uso de tecnología con Decodificación de Matriz. También se hace una distinción entre el número de canales reproducidos y el número de altavoces usados para reproducir (cada canal puede incluir un grupo de altavoces). Las gráficas a un costado de cada descripción de las especificaciones representan el número de canales, no el de altavoces.

### Notación
Esta notación muestra el número de canales con rango completo. Por ejemplo, el título "5.1" implica 5 canales completos e incluye al canal LFE, reflejando su rango limitado.
Otro ejemplo: 2 altavoces estéreo sin ningún canal LFE equivaldrían a 2.0 canales. 5 canales de rango completo + 1 canal LFE = 5.1.
Las especificaciones también pueden ser expresadas como el número de canales en rango completo que se encuentran frente al oyente, separado por una barra del número de canales de rango completo junto al oyente, a su vez separado por un punto decimal que indica el número de canales LFE de rango limitado.
Ejemplo: 3 canales frontales + 2 canales laterales + un canal LFE = 3/2.1
La notación también puede expandirse para incluir la notación de los Decodificadores de Matriz. Por ejemplo, el formato Dolby Digital EX contiene un sexto canal de rango completo incorporado en los dos canales traseros por medio de una matriz. Lo anterior sería expresado de la siguiente manera:
3 canales frontales + 2 canales traseros + 3 canales reproducidos en la parte trasera en total + 1 canal LFE = 3/2:3.1
Nota: El término estéreo, si bien se refiere de manera coloquial al audio de dos canales, puede también ser usado para referirse al sonido envolvente, dado que su significado estricto es sonido "sólido" (cuyo significado real es el sonido tridimensional). Sin embargo, este uso ya no es común, puesto que el "sonido estéreo" se utiliza casi exclusivamente para describir dos canales: izquierdo y derecho.

### Identificación de canales
De acuerdo con la norma ANSI/CEA-863-A
| Orden de acuerdo a la numeración basada en cero en el flujo de datos de mp3/wav/flac multicanal. | Orden en DTS/AAC | Nombre del canal    | Código de colores en receptores y cableado comerciales |
| ------------------------------------------------------------------------------------------------ | ---------------- | ------------------- | ------------------------------------------------------ |
| 0                                                                                                | 1                | Front left          | Blanco                                                 |
| 1                                                                                                | 2                | Front right         | Rojo                                                   |
| 2                                                                                                | 0                | Center              | Verde                                                  |
| 3                                                                                                | 5                | Low frequency       | Morado                                                 |
| 4                                                                                                | 3                | Surround left       | Azul                                                   |
| 5                                                                                                | 4                | Surround right      | Gris                                                   |
| 6                                                                                                | 6                | Surround back left  | Café                                                   |
| 7                                                                                                | 7                | Surround back right | Caqui                                                  |

| Front left         | Center | Front right         |
| Surround left      |        | Surround right      |
| Surround back left |        | Surround back right |
| Low frequency      |        |                     |

### Conjunto sónico con sonido en techo
En 2002, Dolby estrenó una copia maestra de We Were Soldiers, la cual se distinguía por tener una banda sonora con un conjunto sónico con sonido en techo. La mezcla incluía un nuevo canal de altura ("height channel" en inglés) montado en el techo.

### Ambisónico
El ambisónico es una serie de técnicas de reproducción y grabación que hacen uso de la tecnología de mezcla multicanal que puede ser usada en vivo o en estudio, las cuales recrean el campo sonoro tal y como existe en el espacio, en contraste con los sistemas tradicionales, los cuales solo pueden crear una ilusión del campo sonoro si el oyente se encuentra en un estrecho "punto dulce" entre los altavoces. Cualquier número de altavoces en cualquier arreglo físico puede ser usado para recrear un campo sonoro. Con 6 o más altavoces acomodados alrededor del oyente, se puede presentar un campo sonoro tridimensional ("perifónico" o esfera completa). El ambisónico fue inventado por Michael Gerzon.

### Ambiofónico Panor (PanAmbio) 4.0/4.1
PanAmbio es un método ambiofónico que combina un dipolo estéreo y cancelación de interferencia en el conjunto frontal y trasero del oyente (para un total de 4 altavoces) para una reproducción envolvente en 2 dimensiones. Cuatro grabaciones de canal, en especial aquellas que contienen pistas binaurales, crean un sonido envolvente binaural con altavoces. Las grabaciones en 5.1 canales, incluyendo películas en DVD, son compatibles al mezclar el contenido del canal central en el par de altavoces frontales. Sonido en 6.1 canales puede ser reproducido al mezclar el canal SC (central envolvente) en el par trasero.

### Configuraciones estándar de altavoces.
La siguiente tabla muestra varias configuraciones de altavoces que son comúnmente usadas para equipo de usuarios finales. El orden y los identificadores son los especificados para el enmascarado de canal en el formato de audio estándar descomprimido WAV (el cual contiene un flujo PCM muilticanal puro), usados de acuerdo a la misma especificación para la mayoría del hardware de sonido digital conectable a PC y sistemas operativos de PC capaces de manipular múltiples canales. Mientras que es posible construir cualquier configuración de altavoces, no existe demasiado contenido musical o cinematográfico comercial disponible para arreglos alternativos. Sin embargo, tales casos pueden solucionarse por medio de una remezcla de los canales con el contenido de la fuente hacia los canales de los altavoces usando una tabla en forma de matriz que especifique la cantidad de contenido de cada canal que será reproducida en cada altavoz.
| Nombre del canal      | Identificador                 | Índice | Marca      | 1.0 Mono | 2.0 Estéreo | 3.0 Estéreo | 3.0 Surround | 4.0 Cuadrafónico | 4.0 Surround | 5.0 Surround | 5.0 Lateral | 6.0 Surround | 6.0 Lateral | 7.0 Surround | 7.0 Lateral | 7.0 Surround | 9.0 Surround | 11.0 Surround |
| --------------------- | ----------------------------- | ------ | ---------- | -------- | ----------- | ----------- | ------------ | ---------------- | ------------ | ------------ | ----------- | ------------ | ----------- | ------------ | ----------- | ------------ | ------------ | ------------- |
| Front Left            | SPEAKER_FRONT_LEFT            | 0      | 0x00000001 | No       | Sí          | Sí          | Sí           | Sí               | Sí           | Sí           | Sí          | Sí           | Sí          | Sí           | Sí          | Sí           | Sí           | Sí            |
| Front Right           | SPEAKER_FRONT_RIGHT           | 1      | 0x00000002 | No       | Sí          | Sí          | Sí           | Sí               | Sí           | Sí           | Sí          | Sí           | Sí          | Sí           | Sí          | Sí           | Sí           | Sí            |
| Front Center          | SPEAKER_FRONT_CENTER          | 2      | 0x00000004 | Sí       | No          | Sí          | No           | No               | Sí           | Sí           | Sí          | Sí           | Sí          | Sí           | Sí          | Sí           | Sí           | Sí            |
| Back Left             | SPEAKER_BACK_LEFT             | 4      | 0x00000010 | No       | No          | No          | No           | Sí               | No           | Sí           | No          | Sí           | No          | Sí           | No          | Sí           | Sí           | Sí            |
| Back Right            | SPEAKER_BACK_RIGHT            | 5      | 0x00000020 | No       | No          | No          | No           | Sí               | No           | Sí           | No          | Sí           | No          | Sí           | No          | Sí           | Sí           | Sí            |
| Front Left of Center  | SPEAKER_FRONT_LEFT_OF_CENTER  | 6      | 0x00000040 | No       | No          | No          | No           | No               | No           | No           | No          | No           | No          | Sí           | Sí          | No           | No           | Sí            |
| Front Right of Center | SPEAKER_FRONT_RIGHT_OF_CENTER | 7      | 0x00000080 | No       | No          | No          | No           | No               | No           | No           | No          | No           | No          | Sí           | Sí          | No           | No           | Sí            |
| Back Center           | SPEAKER_BACK_CENTER           | 8      | 0x00000100 | No       | No          | No          | Sí           | No               | Sí           | No           | No          | Sí           | Sí          | No           | No          | No           | No           | No            |
| Side Left             | SPEAKER_SIDE_LEFT             | 9      | 0x00000200 | No       | No          | No          | No           | No               | No           | No           | Sí          | No           | Sí          | No           | Sí          | Sí           | Sí           | Sí            |
| Side Right            | SPEAKER_SIDE_RIGHT            | 10     | 0x00000400 | No       | No          | No          | No           | No               | No           | No           | Sí          | No           | Sí          | No           | Sí          | Sí           | Sí           | Sí            |
| Front Left Height     | SPEAKER_LEFT_HEIGHT           | 12     | 0x00001000 | No       | No          | No          | No           | No               | No           | No           | No          | No           | No          | No           | No          | No           | Sí           | Sí            |
| Front Right Height    | SPEAKER_RIGHT_HEIGHT          | 14     | 0x00004000 | No       | No          | No          | No           | No               | No           | No           | No          | No           | No          | No           | No          | No           | Sí           | Sí            |

Cualquiera de las configuraciones de arriba pueden incluir un canal LFE (el canal que se reproduce por medio del subwoofer). Esto haría que la configuración tuviera un ".1" en vez de un ".0". La mayoría de las mezclas multicanal modernas contendrán un LFE.

### Sonido envolvente en 10.2 canales
10.2 es un formato de sonido envolvente desarrollado por el creador del THX, Tomlinson Holman de los laboratorios TMH y de la Universidad del Sur de California (en la escuela de Cine/Televisión e Ingeniería). Creado, junto con Chris Kyriakakis de la Escuela de Ingeniería Viterbi de la USC, 10.2 se refiere al lema promocional del formato : "Dos veces mejor que el 5.1". Los entusiastas del 10.2 argumentan que este es el equivalente en audio del formato IMAX.

### Sonido envolvente en 22.2 canales
22.2 es un componente de sonido envolvente del UHDTV, el cual ha sido desarrollado por los "Laboratorios de Investigación de Ciencia y Tecnología NHK". Tal como sugiere, este usa 24 altavoces. Estos se encuentran acomodados en tres capas: Una capa media de 10 altavoces, una capa superior de 9 altavoces y una capa inferior de tres altavoces y 2 subwoofers. El sistema fue demostrado en la Expo 2005 de Aichi en Japón, los NAB Shows del 2006 y 2009 en el Área metropolitana de Las Vegas, y las ferias comerciales del IBC del 2006 y 2008 en Ámsterdam, Países Bajos.